# Jane Eyre (film 1996)
Jane Eyre è un film del 1996 diretto da Franco Zeffirelli.
Il film, coproduzione italiana, francese e britannica, mette in scena l'omonimo romanzo di Charlotte Brontë. Questa versione cinematografica è piuttosto fedele a quella cartacea, sebbene nella seconda parte del copione siano presenti alcuni tagli e cambiamenti.

## Trama
Jane Eyre, orfana, viene accolta in tenera età dalla famiglia dello zio materno. Questi in punto di morte fa promettere alla moglie, Mrs Reed, di occuparsi della bambina come fosse figlia sua. La donna non sopporta la presenza della nipote e,  assieme ai suoi figli la maltratta continuamente. Infine Jane viene cacciata e mandata nel rigido collegio di Lowood. Fra le allieve della scuola, Jane stringe amicizia con la mite Helen Burns la quale però, muore di lì a poco a causa della sua salute cagionevole. Divenuta adulta, Jane viene assunta come istitutrice della piccola Adele Varens, pupilla del signor Edward Rochester, il ricco proprietario della tenuta di Thornfield Hall.
Jane avverte un'affinità con il suo enigmatico  datore di lavoro ed inizia a nutrire per lui un sincero affetto senza però accorgersi di essere corrisposta dall'uomo. Questo sentimento sembra però essere ostacolato da un mistero, risate inquietanti, incendi che non hanno spiegazioni ed amici arrivati da luoghi lontani ed esotici si frappongono tra i due protagonisti, fino a quando i sentimenti di Rochester per Jane diventano forti al punto che l'uomo chiede alla ragazza di sposarlo. Durante la cerimonia, irrompe un avvocato il quale dichiara che Rochester è già sposato e che sua moglie è ancora in vita. Il signor Rochester confessa infine la verità: sua moglie vive a Thornfield, segregata poiché malata di mente e violenta. La rivelazione spiega gli strani e misteriosi incidenti accaduti in precedenza.
Jane decide così di lasciare la casa e partire, comprendendo di non poter più restare sotto lo stesso tetto di un uomo che ama ma che è già sposato. Giunta a destinazione dal pastore John Rivers, precedentemente conosciuto, la giovane è talmente sconvolta dall'esperienza vissuta che subisce un crollo emotivo. Accolta in casa del pastore e di sua sorella, viene da loro accudita e curata, fino al giorno in cui scopre che uno zio paterno, appena deceduto, l'ha resa unica erede della sua fortuna.
John Rivers ha inoltre cominciato a nutrire un sentimento diverso per Jane e le chiede di sposarlo e seguirlo nella sua opera missionaria. Jane, ancora incapace di dimenticare Edward Rochester, rifiuta e capisce che deve tornare a Thornifield Hall per sapere che cosa ne è stato dell'uomo che ama. Una volta arrivata a destinazione però riceve un'amara sorpresa. La casa è in parte cadente in seguito a un incendio avvenuto dopo la sua partenza, e in conseguenza del quale la moglie pazza di Rochester è morta. Anche l'uomo ha subito le conseguenze dell'evento, poiché è rimasto pressoché cieco. Quando Jane lo rivede capisce non solo che il suo amore per lui è immenso, ma anche che non potrà lasciarlo mai più.
I due si sposeranno, avranno un bambino e condurranno una felice esistenza insieme.

## Riconoscimenti
- David di Donatello 1996: migliori costumi